# 磁化
磁化（じか、英語: magnetization）とは、磁性体に外部磁場をかけたときに、その磁性体が磁気的に分極して磁石となる現象のこと。また、磁性体の磁化の程度を表す物理量も磁化と呼ぶ。関連する物理量として磁気分極（英語: magnetic polarization）があり、文献によってはそちらを磁化と呼ぶこともある。
強磁性体は磁場をかけて磁化させた後に磁場を取り除いた後も分極が残り永久磁石となる残留磁化と呼ばれる現象があるが、これも磁化と呼ぶ場合がある。

## 磁化という現象
鉄は普段はお互いに引き合わないが、磁石に引き寄せられる。磁石に引き寄せられた鉄はさらに別の鉄を引き寄せる。このとき、鉄は分極して磁石になっており、この現象が磁化である。

## 物理量としての磁化

### 定義
磁化 M と磁気分極 Pm は、磁場の強度 H と磁束密度 B と真空の透磁率 μ0から、
{\displaystyle {\boldsymbol {M}}=\mu _{0}^{-1}{\boldsymbol {B}}-{\boldsymbol {H}}}
{\displaystyle {\boldsymbol {P}}_{\mathrm {m} }={\boldsymbol {B}}-\mu _{0}{\boldsymbol {H}}=\mu _{0}{\boldsymbol {M}}}
と定義される。磁化はE-B対応のとき、磁気分極はE-H対応のときに使われることが多い。これらは磁性体の存在による真空からのずれと見ることが出来る。

### 磁化と磁場の関係
強磁性体の場合や磁場が非常に強い場合を除くと、磁化 M  は磁場の強度 H  と比例する。
{\displaystyle {\boldsymbol {M}}=\chi {\boldsymbol {H}}}
この比例定数 χ を磁化率あるいは磁気感受率という。
上の二式から磁化 M  を消去すると
{\displaystyle {\boldsymbol {B}}=\mu _{0}{\boldsymbol {H}}+\mu _{0}\chi {\boldsymbol {H}}=\mu _{0}(1+\chi ){\boldsymbol {H}}=\mu {\boldsymbol {H}}}
となり、磁場の強度 H  がそれほど強くない範囲で磁束密度 B  も磁場の強度 H  と比例する。
この比例定数 μ は透磁率という。
また透磁率 μ と真空の透磁率 μ0 の比 (1+χ) は比透磁率という。

### 微視的な定義
固体は原子や結晶格子などの単位が集まって構成されている。一つ一つの単位が持つ磁気モーメントを μ とし、その全体的な平均値を 〈μ〉 と書くことにする。磁化は次のように定義される。
{\displaystyle {\boldsymbol {M}}={\frac {N}{V}}\langle {\boldsymbol {\mu }}\rangle }
ただし、N は固体を構成する単位の数、V は固体の体積である。

### マクスウェル方程式中の磁化
マクスウェル方程式の一つ
{\displaystyle \nabla \times {\boldsymbol {H}}-{\frac {\partial {\boldsymbol {D}}}{\partial t}}={\boldsymbol {j}}}
は磁化と誘電分極を用いて、
{\displaystyle \nabla \times {\boldsymbol {B}}-{\frac {1}{\mu _{0}\varepsilon _{0}}}{\frac {\partial {\boldsymbol {E}}}{\partial t}}=\mu _{0}\left({\boldsymbol {j}}+{\frac {\partial {\boldsymbol {P}}}{\partial t}}+\nabla \times {\boldsymbol {M}}\right)}
と変形できる。
右辺第三項は磁化による電流密度とみなせる量で、磁化電流密度と呼ばれる。
{\displaystyle {\boldsymbol {j}}_{\mathrm {m} }=\nabla \times {\boldsymbol {M}}}

## 強磁性体の自発磁化
物質が磁化すると、その磁気モーメントがもとの磁場と作用して力が発生する。これが磁力である。物質が磁石にくっつくか、くっつかないかは物質の磁化のしやすさ、つまり磁化率の大きさによって決まる。
一般の物質は磁石に付く付かないに関わらず、原子レベルで見れば、周囲に磁場が無くても磁気モーメントを持っている。常磁性体では、それぞれの原子で磁気モーメントの向きがランダムであるので、物体全体としてはそれらが打ち消しあって磁化が0であるように見えている。
ここに磁場をかけると磁気モーメントの向きが磁場と同じ方向にそろい、磁化が生じる。
強磁性体では隣り合った原子の間に磁気モーメントの向きをそろえようとする相互作用が働いている。
そのため、各原子の磁気モーメントの向きが自発的にそろい、磁場をかけなくても磁化をもつ。これを自発磁化という。この磁気モーメントがそろっている領域は光学顕微鏡で確認できる程度の大きさであり磁区と呼ばれる。磁区と磁区の間は磁壁という徐々に自発磁化の向きが移り変わる領域で隔てられている。物質内のそれぞれの磁区の持つ磁化の向きはランダムに異なっているため、磁場をかける前の状態では、磁化は物質全体で見ると0となる。
磁場をかけると磁場に沿った磁化を持つ磁区が拡大し、それ以外の磁区が縮小するように磁壁が移動する。その結果磁場に沿った磁化が打ち消されなくなり、物質全体として見ても磁化が生じる。ある程度より強い磁場をかけると物質内がただ1つの磁区となるため、それ以上磁化が増えなくなる。この時の磁化を飽和磁化という。
また、強磁性体ではかけた磁場を切っても、最初の磁化が無い状態には戻らず磁化が残る。この磁化を残留磁化という。そして、この性質をヒステリシス（磁気ヒステリシス）とよぶ。外部の磁場と物質の磁化をグラフの軸に取ると磁化の履歴を表す特徴的な曲線が描ける（ヒステリシス曲線）。物質の温度が上がると磁気モーメントをそろえる効果よりもランダムな熱振動のほうが大きくなり、自発磁化は消えてしまう。この温度をキュリー温度という。
永久磁石は強磁性体に残留磁化を持たせたものである。
カセットテープなど、磁気テープはこの残留磁化の向きで情報を記録している。
また、磁鉄鉱のような鉱物はマグマから冷却して生成するときに地磁気によって磁化される。
この残留磁化を調べることで古代の大陸移動の様子を知ることができる。